# أحمق في أكسفورد
أحمق في أكسفورد (بالإنجليزية: A Chump at Oxford)‏ هو فيلم كوميدي صدر في سنة 1940 من قبل يونايتد آرتيستس بطولة لوريل وهاردي.

## طاقم التمثيل
- ستان لوريل
- أوليفر هاردي
- جيمس فينلايسون
- أنيتا جارفين
- فوربس موراي
- ويلفريد لوكاس
- فوريستر هارفي
- بيتر كوشينج
- إيدي بوردن
- هيربرت إيفانس
- ريتشارد كرامر
- تشارلي هال
- فيكتور كيندال
- إيدي بوردين
- فرانك بيكر
- هاري برنارد
- روبرت كينت
- سام لوفكين
- إدموند مورتايمر
- إدجار نورتون
- فيفيان أوكلاند
- جاك ريتشاردسون
- آل تومسون

## وصلات خارجية
- أحمق في أكسفورد على موقع IMDb (الإنجليزية)
- أحمق في أكسفورد على موقع روتن توميتوز (الإنجليزية)
- أحمق في أكسفورد على موقع قاعدة بيانات الأفلام العربية
- أحمق في أكسفورد على موقع ألو سيني (الفرنسية)
- أحمق في أكسفورد على موقع Turner Classic Movies (الإنجليزية)
- أحمق في أكسفورد على موقع أول موفي (الإنجليزية)
- أحمق في أكسفورد على موقع فيلمافينيتي (الإسبانية)
- أحمق في أكسفورد على موقع قاعدة بيانات الأفلام السويدية (السويدية)
- أحمق في أكسفورد على موقع قاعدة بيانات الفيلم (الإنجليزية)
- أحمق في أكسفورد على موقع ليتربوكسد (الإنجليزية)